# Bad Reichenhall
Bad Reichenhall jsou lázně v Německu, velké okresní město a zároveň okresní město zemského okresu Berchtesgadensko. Nachází se v Horním Bavorsku při hranicích s Rakouskem, leží v údolí řeky Saalach a na úbočí hor, obklopeno ze všech stran horami alpského masivu. Nejbližším velkým městem je Mnichov ležící asi 100 km severozápadně a Salcburk asi 20 km severovýchodně. Město a jeho okolí je chráněnou krajinnou oblastí.
K 31. prosinci 2023 zde žilo 19 087 obyvatel. 

## Administrativní uspořádání
Město má 11 místních částí: vnitřní město, St. Zeno (s dvory Froschham, Weiler Vogelthenn a Traunfeld), Auf dem Predigtstuhl, Karlstein, Kirchberg (Bad Reichenhall), Nonn, Thumsee, Marzoll, Weißbach, Schwarzbach a  Türk. Z nich nejníže položená je čtvrť kolem železničního nádraží (470 m n. m.) a nejvýše stojí Reichenhaller Haus pod vrcholem hory Hochstaufen v nadmořské výšce 1750 metrů. Nejvýše položená část Auf dem Predigstuhl ve výšce kolem 1500 metrů nad mořem je přístupná kabinovou lanovkou.

## Historie

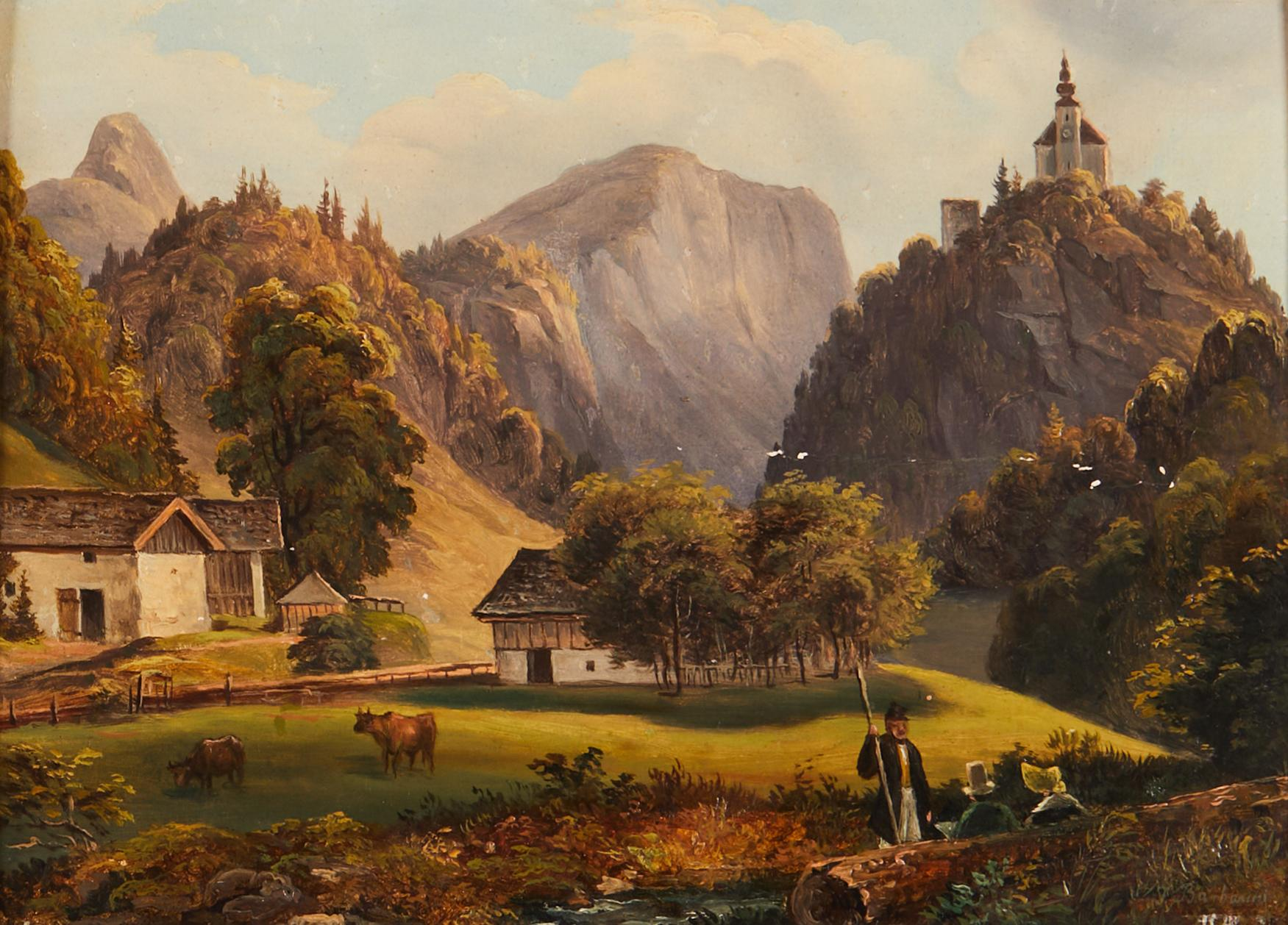
Kostel sv. Pankráce s ruinou hradu Karlstein, Franz Barbarini, před 1873

První osídlení oblasti spadá do pozdního eneolitu s nálezy keramiky kultury zvoncovitých pohárů z období 2800 až 2300 let př. n. l., přes pohřebiště kultury popelnicových polí až po keltské sídlo, jež bylo zdokumentováno v dnešní místní části Karlstein. Již tehdy se zde těžila alpská sůl, jejíž distribuci přes Salzburg do jižní Evropy rozšířili Římané v císařské době (15 př. n. l.– 480 n. l.), když oblast připojili ke své provincii Noricum. Germánský kmen Bajúvarů (Bavorů) dobyl a osídlil území mezi léty 470–700.
Bavorský vévoda Theodo II. přijal křesťanství a daroval třetinu solivaru prvnímu salcburskému biskupovi, později kanonizovanému Rupertovi. Tím se Reichenhall stal na dalších 500 let nejdůležitějším obchodním místem Salcburské diecéze. Podle legendy objevil zapomenuté solné prameny sám svatý Rupert. 
Roku 1017 byl k ochraně Solné stezky postaven hrad Axelmannstein (nyní na jeho místě stojí stejnojmenný hotel) a území kolonizováno z kláštera Tegernsee. Dále byl postaven klášter svatého Zena.

Stará salina

Roku 1834 vypukl ve městě rozsáhlý požár, jemuž podlehlo 278 ze 302 domů, stará salina, vřídla i zámek Achselmannstein. Díky prosperitě solného průmyslu a obchodu a zvláště zájmu bavorského krále Ludvíka I. byla brzy obnovena infrastruktura a reprezentativní zástavba města. Král financoval novostavby a pověřil jejich návrhy architekty Fridricha Gärtnera a Josefa Ohlmüllera.
Od poloviny 19. století se tak město stalo lázeňským a dovolenkovým centrem s moderními administrativními budovami, lázeňskými domy, penziony i vilami. 
Roku 1888 byla otevřena železniční trať Reichenhall–Berchtesgaden a roku 1899 město obdrželo oficiální titul Královské bavorské státní lázně. Zařadilo se mezi přední evropské lázeňské destinace, kam jezdili evropští panovníci jako císař František Josef I., králové, šlechta i podnikatelé. 
Roku 1926 zde německá Lufthansa zřídila první letiště. Před a za druhé světové války bylo město  proměněno v ozdravné zařízení NSDAP, v listopadu 1944 a 26. dubna roku 1945 je vybombardovali Spojenci.

## Ekonomika
Vyvěrá zde několik solných pramenů. Jsou využívány jednak ke koupelím a inhalacím v lázních, a dále k výrobě soli, která tvoří 50 procent produkce kuchyňské soli na německém trhu a pod obchodní značkou Bad Reichenhaller Alpensalz se vyváží také do zahraničí. Tyto dvě sféry podnikání společně se službami turistiky tvoří hlavní ekonomické zdroje města.

## Památky
- Okrsek starého Horního města (Obere Stadt) s věží a městskou branou sv. Petra a Pavla, dalších 14 věží někdejšího opevnění města
- Bývalý klášter svatého Zena, benediktinské opatství založeno roku 803, zrušeno roku 1806
- Ruina hradu Karlstein ze 12. století hraběcího rodu Peilsteinů
- Hrad Gruttenstein, s částí zdi a Prašnou věží městského opevnění
- Zámek Marzoll, renesanční stavba patricijské rodiny Fröschlů z let 1527–1536, přestavěn v 19. století
- Poutní kostel sv Pankráce s ruinou hradu Karlsteina
- Farní kostel sv. Mikuláše
- Stará radnice z roku 1849, fresky na fasádě namaloval Josef Hengge roku 1924.
- Královské lázně (Königliches Kurhaus), novobarokní stavba
- Četné vily z období historických slohů a secese
- 70 kašen s plastickou dekorací[2]

## Galerie

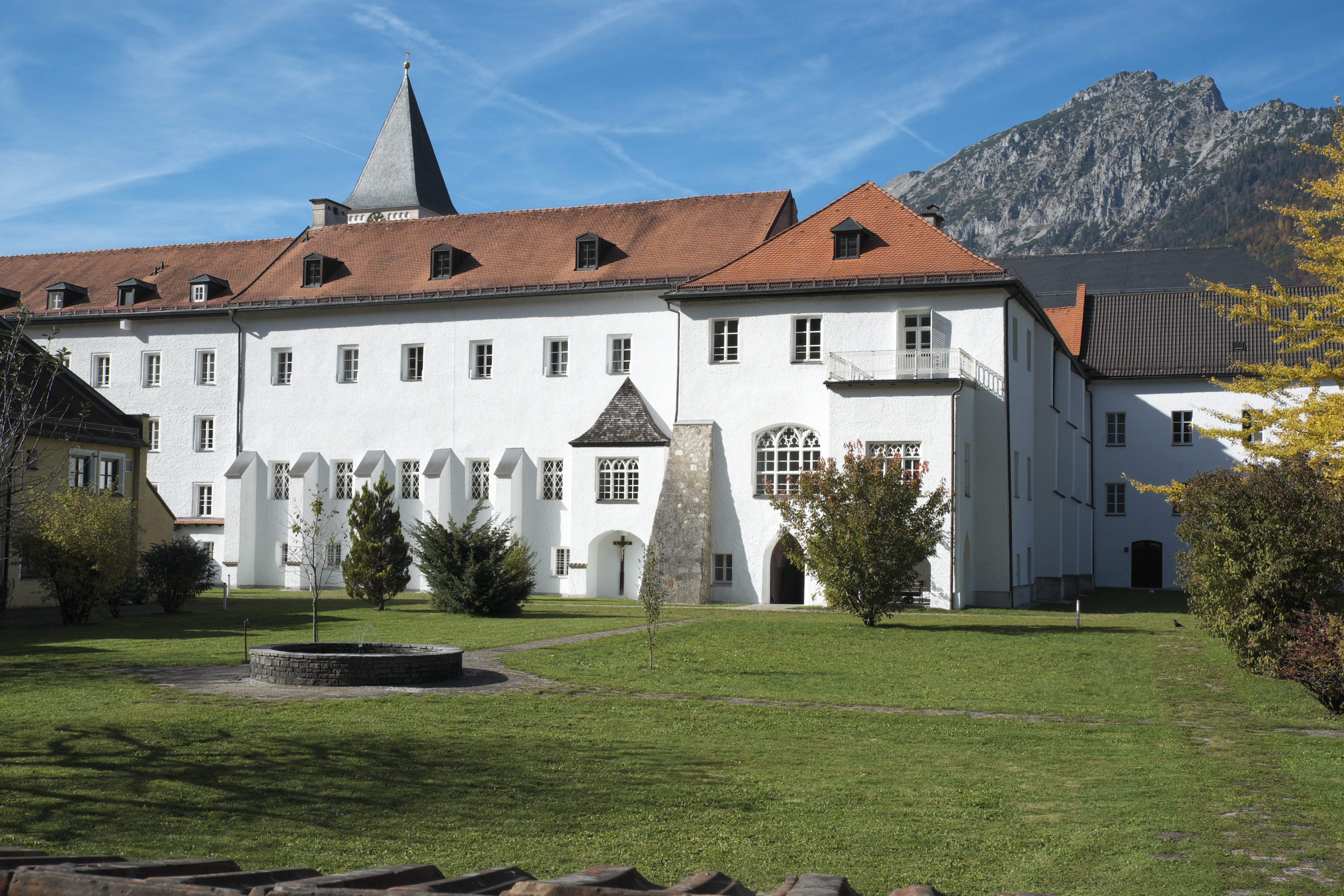
Klášter sv. Zena
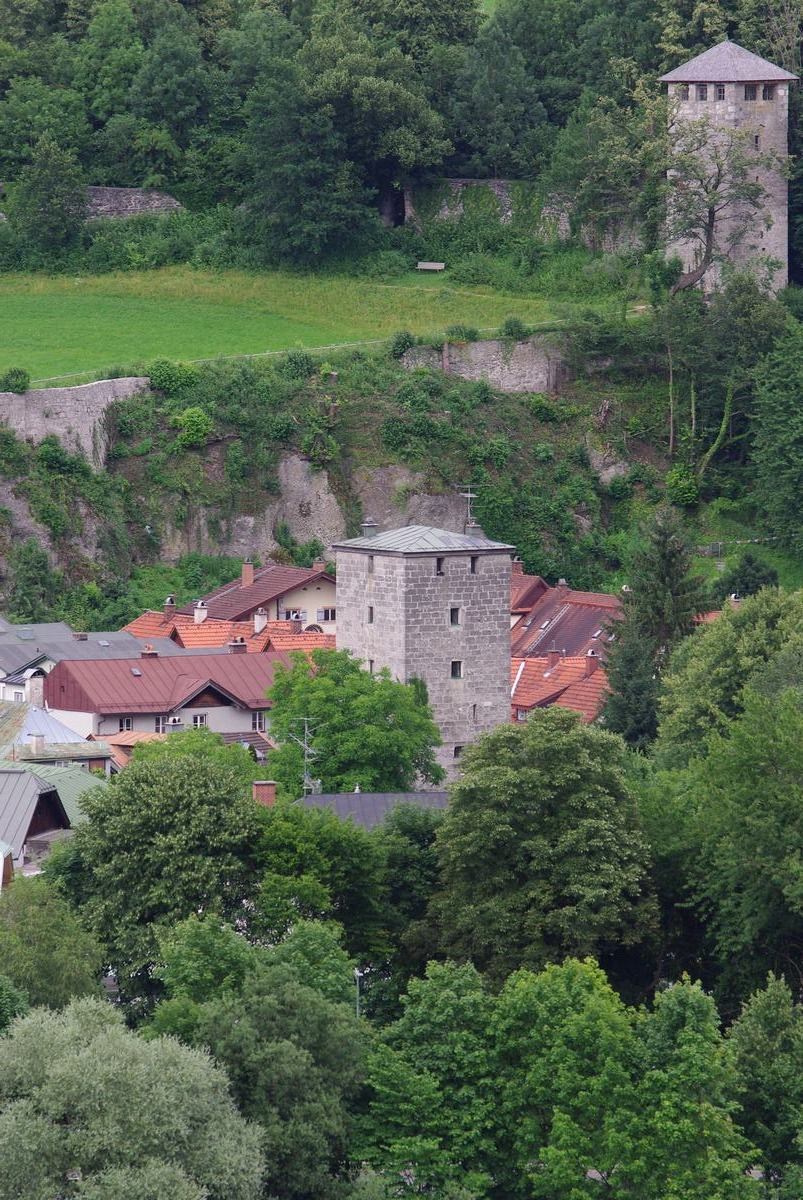
Prašná a Petropavelská věž
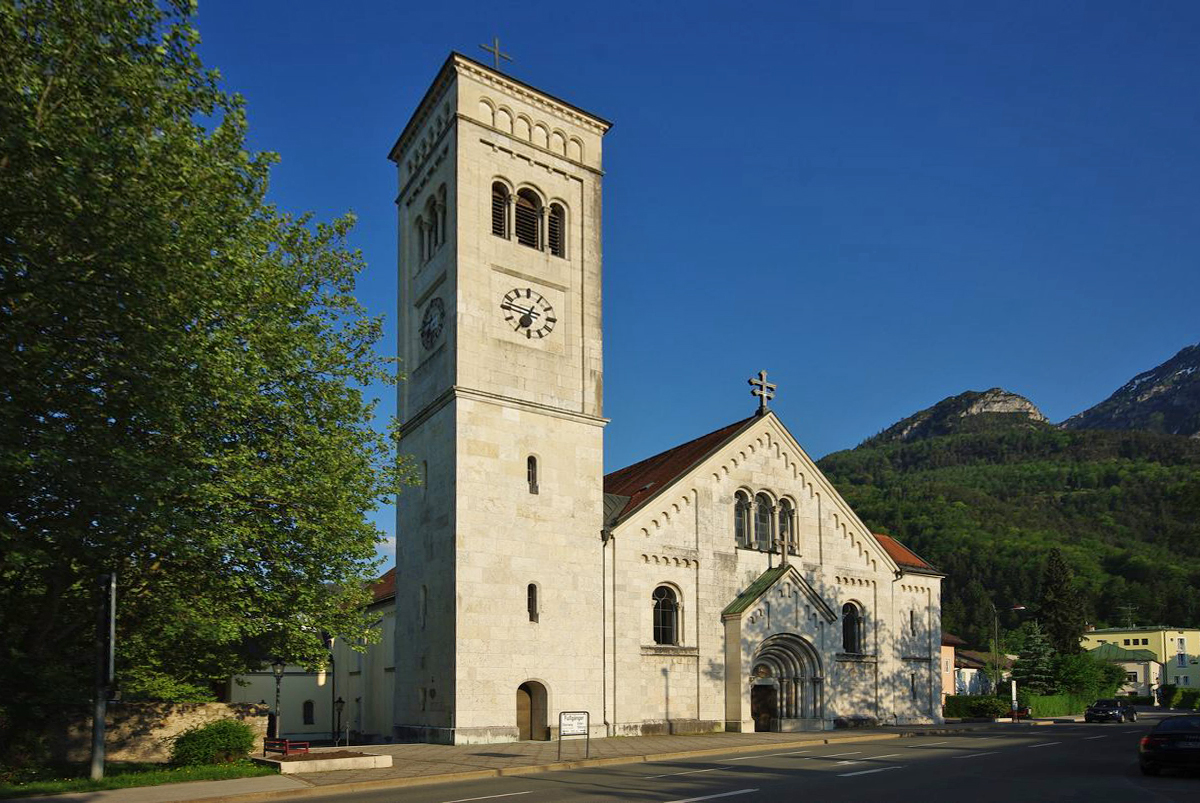
Kostel sv. Mikuláše
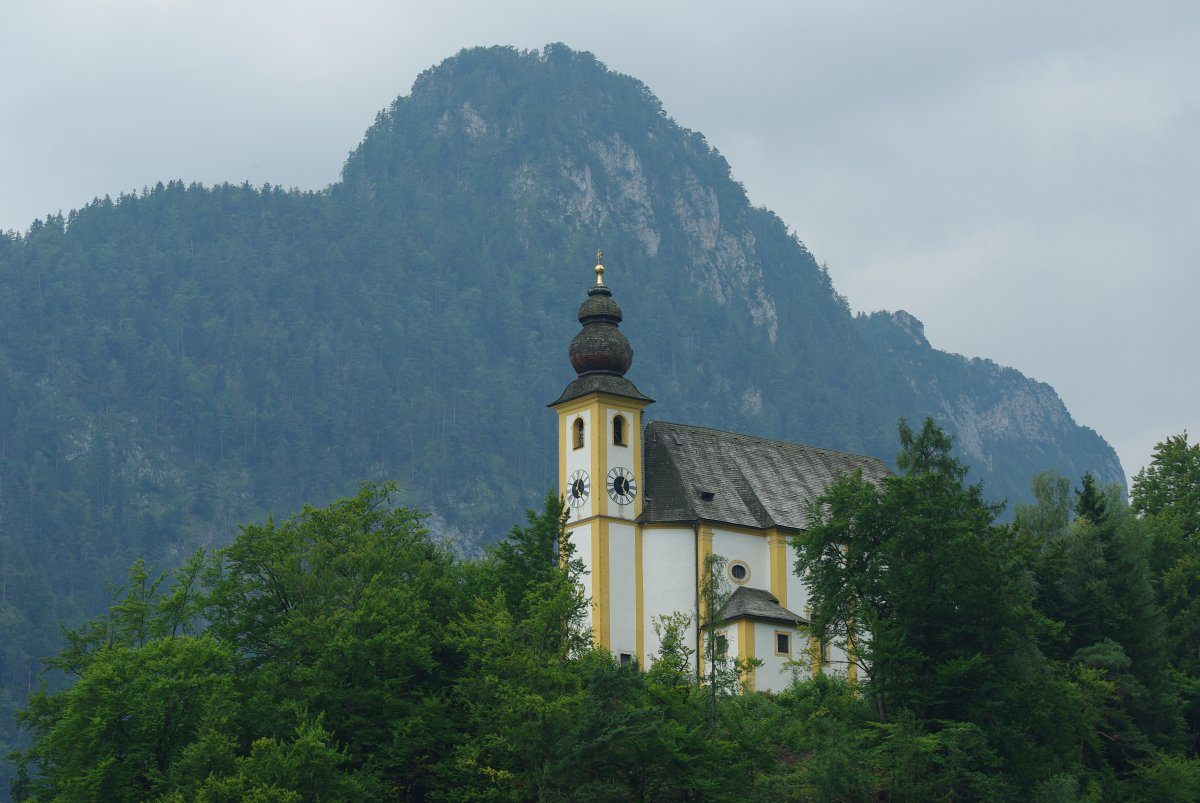
Poutní kostel sv Pankráce
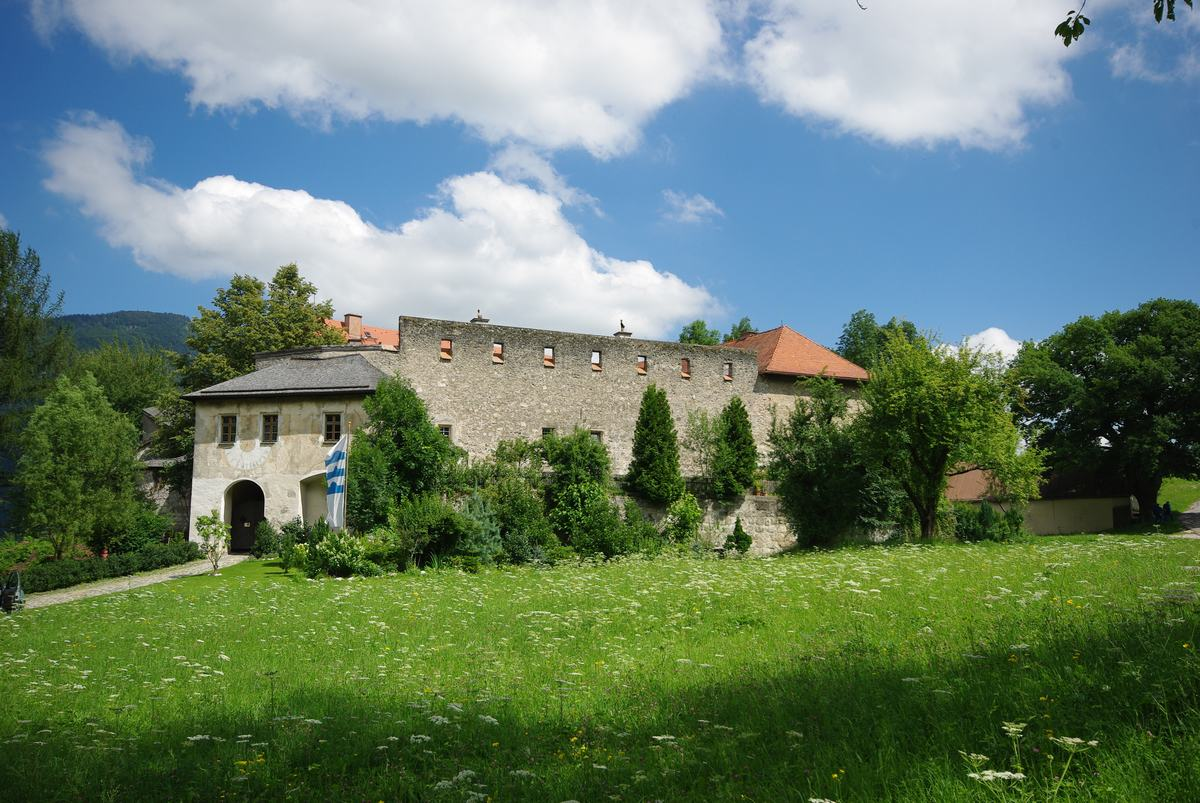
Hrad Gruttenstein
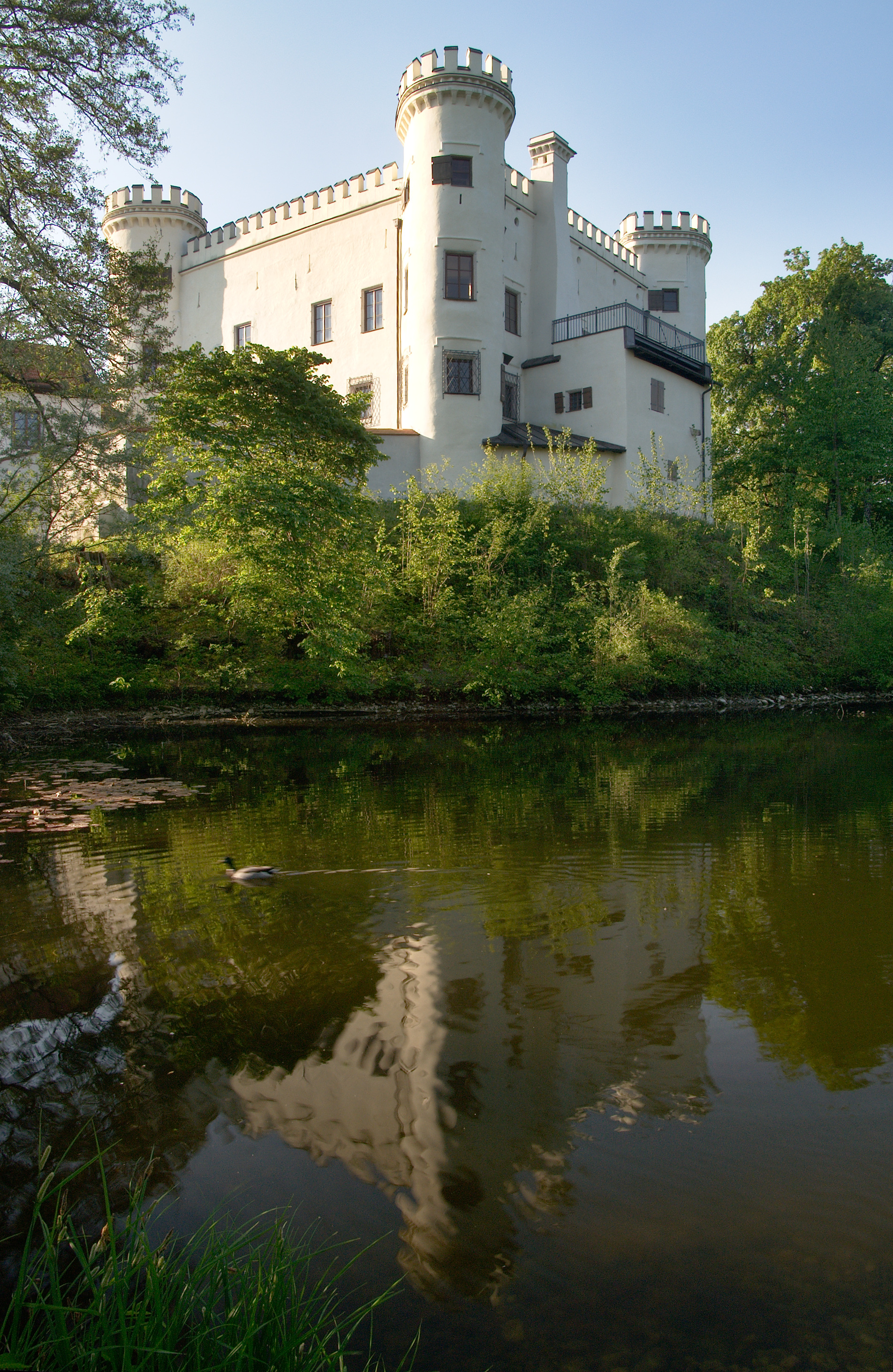
Zámek Marzoll
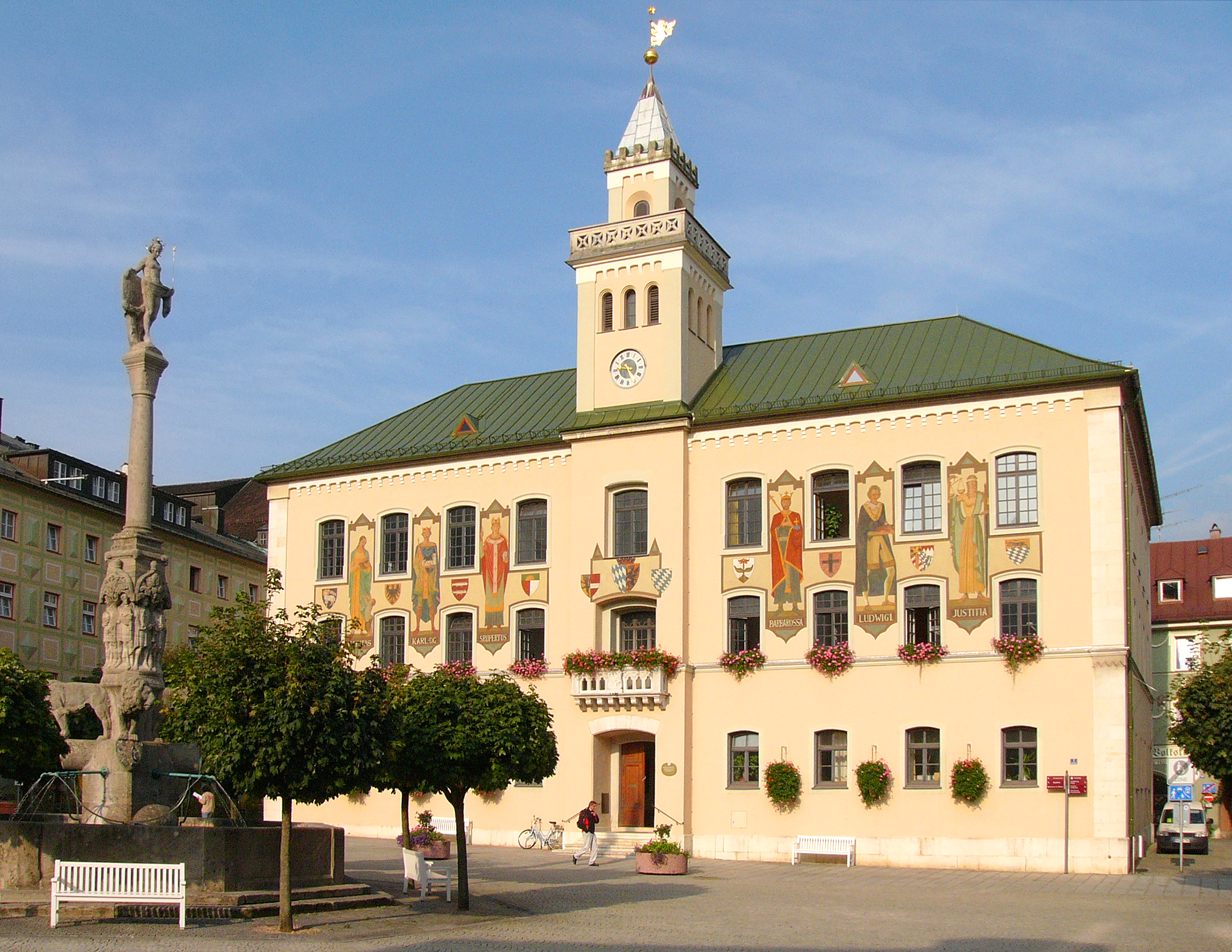
Stará radnice
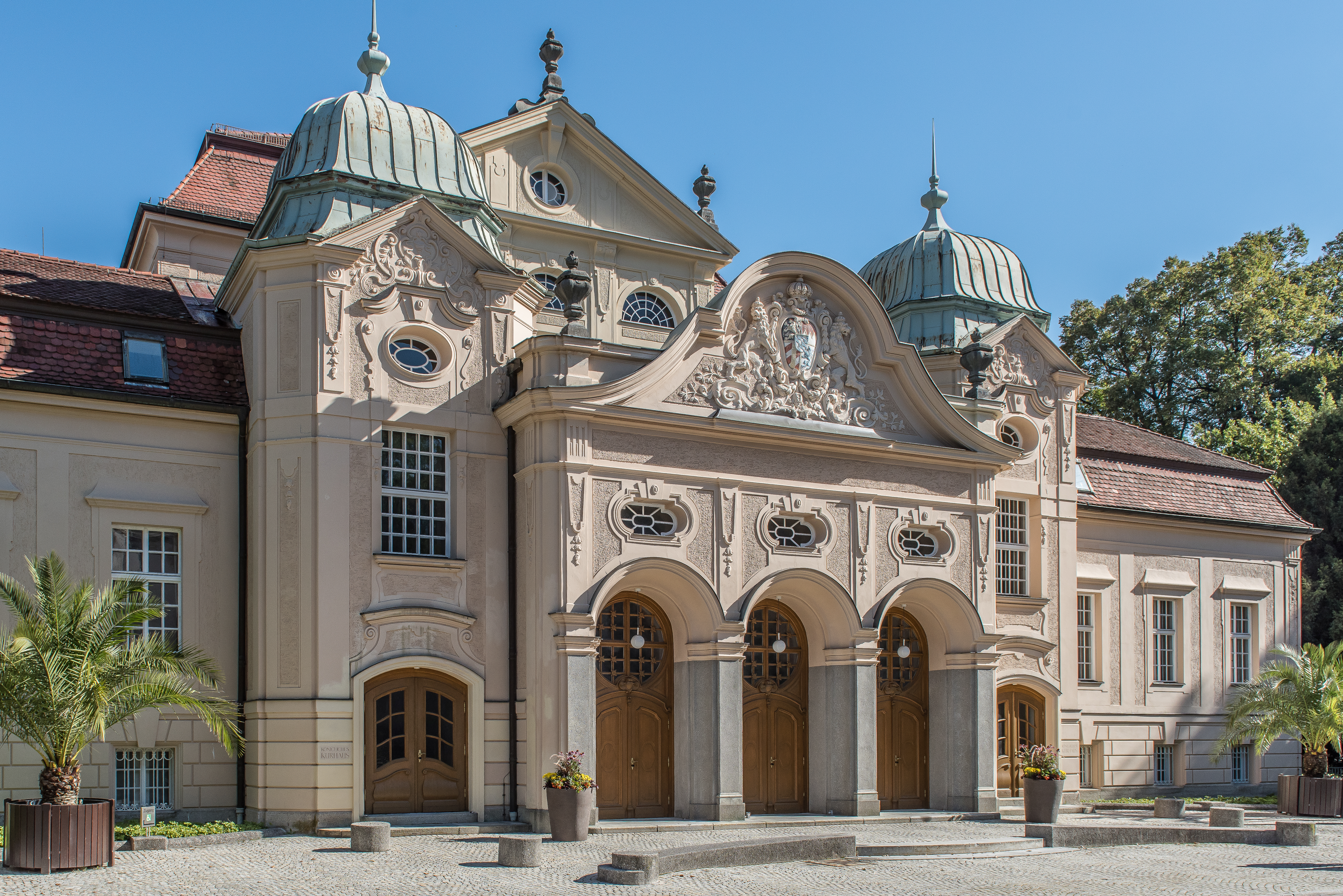
Královské lázně
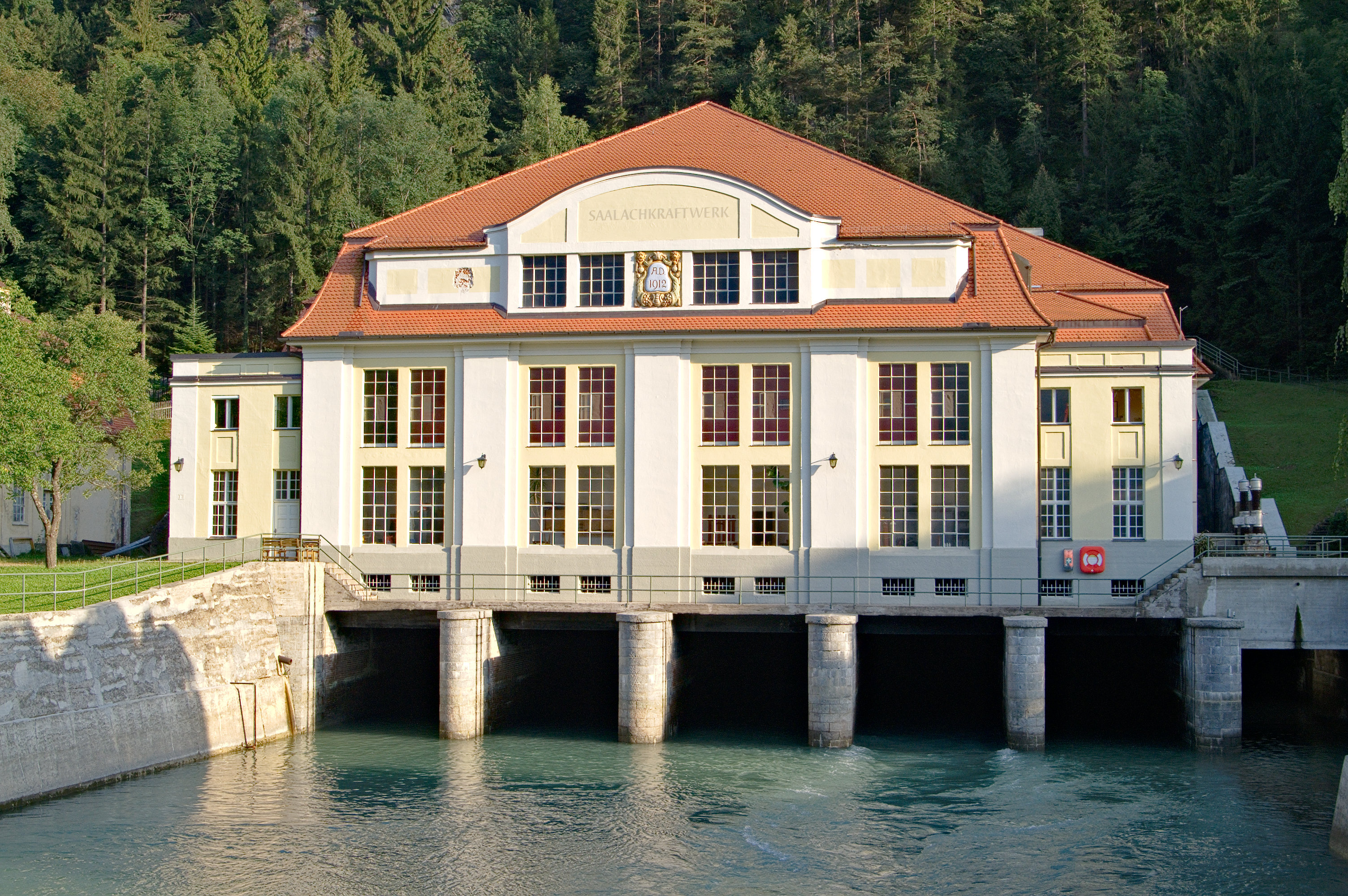
Vodní elektrárna na Saalachu

## Osobnosti
- Jiří Bavorský, zvaný Bohatý, vévoda bavorsko-landshutský (1453—1503), podnikal zde
- Andreas Hofer (1629–1684), německý hudební skladatel
- Zikmund Winter, český historik a spisovatel, jezdil do zdejších lázní a 12. června 1912 zde zemřel.[3]
- Anni Friesingerová-Postmaová (* 1977 Bad Reichenhall) bývalá německá rychlobruslařka